# Victor Alberti
Victor Alberti (geboren als Victor Altstätter 14. Dezember 1884 in Miskolc, Österreich-Ungarn; gestorben 25. Juli 1942 in Melbourne) war ein ungarisch-deutscher Musikverleger.

## Leben
Victor Altstätter war ein Sohn des Salomon Altstätter und der Eva Roth, er hatte vier Geschwister. Altstätter magyarisierte seinen Familiennamen in Alberti. Er wurde nach Ableistung des Militärdienstes im Jahre 1908 Mitinhaber des Rózsavölgyi-Musikverlags in Budapest. 1911 heiratete er Margit Horvath, sie hatten zwei Töchter.

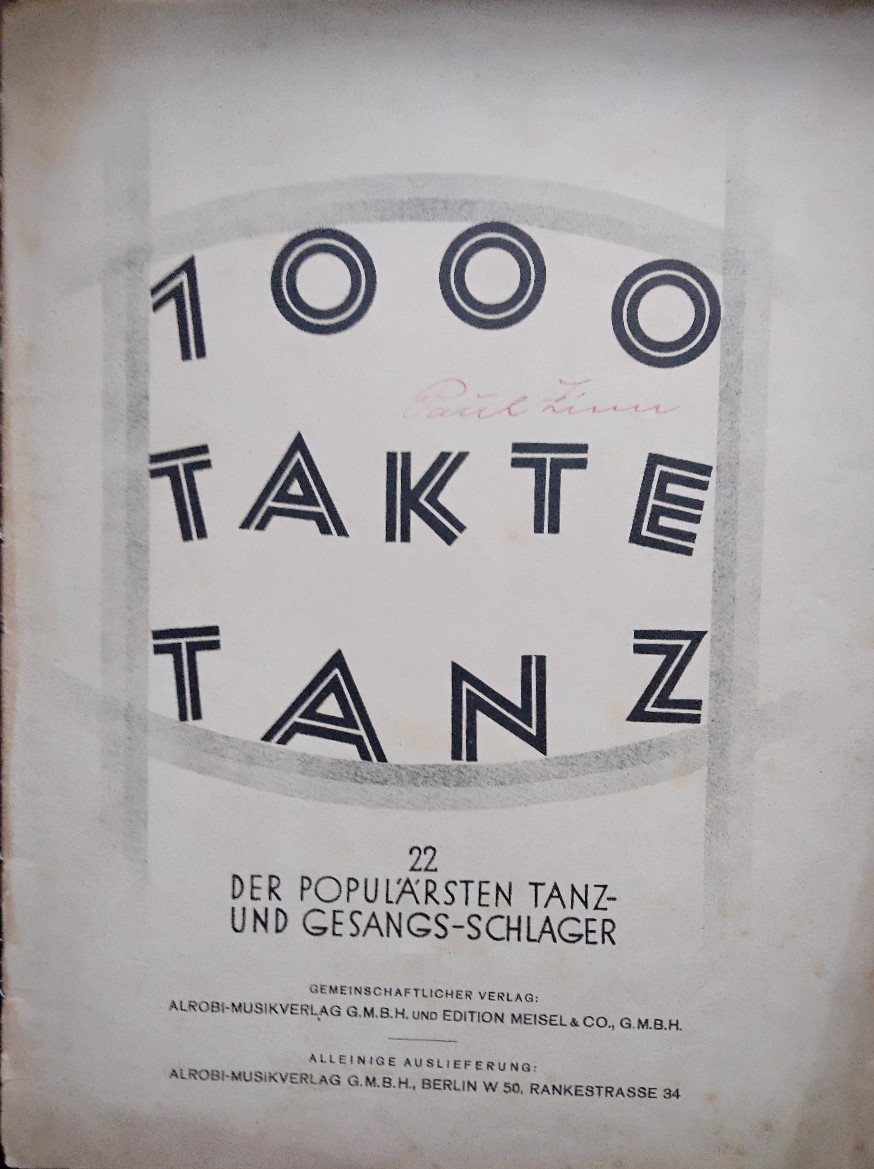
1000 Takte Tanz bei Alrobi (1930)

Alberti zog 1918 nach Berlin, wo er zunächst das Alberti-Musikhaus in der Rankestraße gründete, in welchem er importierte Jazz-Schallplatten und auch eigene Sonderpressungen anbot. Mit Armin Lackenbach Robinson baute er in den folgenden Jahren mit den Musikverlagen Alrobi, Alberti Musik und Doremi, sowie dem Verlag Dreiklang-Dreimasken ein Verlagskonglomerat auf. Gemeinsam mit Otto Hein gründeten sie mit der UFA den Ufaton-Verlag zur Verwertung von Filmmusikrechten. Allein bei Alrobi erschienen an die 500 Titel Unterhaltungsmusik. Alberti wurde stellvertretender Schatzmeister des Deutschen Musikverleger-Verbandes.
Nach der Machtübergabe an die Nationalsozialisten 1933 kehrte er von einem Aufenthalt in Prag nicht nach Berlin zurück, sondern ging nach Wien. In Deutschland wurden seine Musikverlage 1934 für erloschen erklärt. Alberti erwarb von Emmerich Kálmán das Recht für die Verwertung seiner Operetten und gründete auf dieser Grundlage in Wien und Zürich den Oktova-Verlag und 1938 einen Ableger in London. Nach dem Anschluss Österreichs 1938 flüchtete er in die Schweiz. Nach Beginn des Zweiten Weltkriegs 1939 erhielt er keine Einreiseerlaubnis nach Großbritannien und rettete sich 1940 nach Australien. Dorthin wurde auch der Verleger des Wiener Weinberger Verlags Otto Blau interniert, der nach Kriegsende in London den Oktova-Verlag für Albertis Erben weiterführte.